# Kroatien beim Eurovision Song Contest
Teilnehmende Rundfunkanstalt

Erste Teilnahme
1993
Anzahl der Teilnahmen
31 (Stand 2025)
Höchste Platzierung
2 (2024)
Höchste Punktzahl
547 (2024)
Niedrigste Punktzahl
24 (1997)
Punkteschnitt (seit erstem Beitrag)
62,04 (Stand 2019)
Punkteschnitt pro abstimmendem Land im 12-Punkte-System
1,71 (Stand 2019)
Dieser Artikel befasst sich mit der Geschichte Kroatiens als Teilnehmer am Eurovision Song Contest. Nach der Unabhängigkeit des Landes 1991 wurde Hrvatska radiotelevizija (HRT) 1993 in die Europäische Rundfunkunion (EBU) aufgenommen und gab noch im selben Jahr sein Debüt beim ESC. Seitdem hat der Sender außer 2014 und 2015 an jedem Wettbewerb teilgenommen. Das beste Ergebnis war dabei der zweite Platz von Baby Lasagna mit Rim Tim Tagi Dim 2024.

## Teilnahmen als Teil Jugoslawiens
Vor seiner Unabhängigkeit nahm Kroatien von 1961 bis 1991 als Teil der SFR Jugoslawien am ESC teil. Dabei stellte HRT, das damals RTV Zagreb hieß, die meisten Beiträge (10 von insgesamt 26), darunter den einzigen jugoslawischen Siegertitel 1989. In der Folge richtete der kroatische Sender auch den ESC 1990 in Zagreb aus.
- 1963 – Vice Vukov: Brodovi, 11. Platz.
- 1968 – Luci Kapurso & Hamo Hajdarhodžić: Jedan dan, 7. Platz
- 1969 – Ivan & M's: Pozdrav svijetu, 13. Platz
- 1971 – Krunoslav Slabinac: Tvoj dječak je tužan, 14. Platz
- 1972 – Tereza: Muzika i ti, 9. Platz
- 1986 – Doris Dragović: Željo moja, 11. Platz
- 1987 – Novi Fosili: Ja sam za ples, 4. Platz
- 1988 – Srebrna Krila: Mangup, 6. Platz
- 1989 – Riva: Rock me, 1. Platz
- 1990 – Tajči: Hajde da ludujemo, 7. Platz

Darüber hinaus nahm Vice Vukov mit Čežnja 1965 erneut teil, allerdings für den bosnischen Sender RTV Sarajevo.

## Regelmäßigkeit der Teilnahme und Erfolge im Wettbewerb

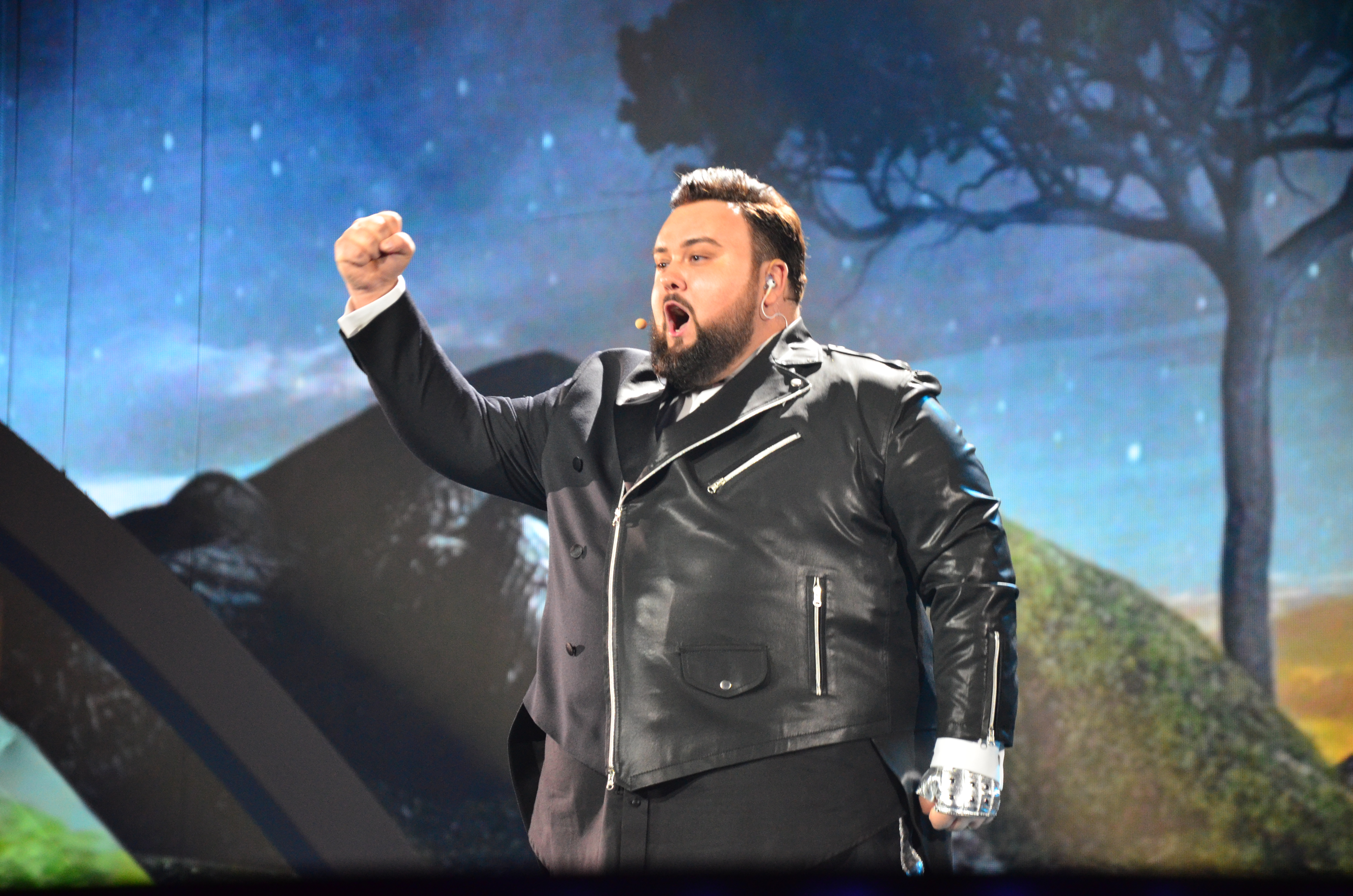
Jacques Houdek holte 2017 Kroatiens beste Platzierung seit elf Jahren

Kroatien nahm erstmals 1993 als souveräner Staat teil. Zuvor musste das Land aber an der osteuropäischen Vorentscheidung der Europäischen Rundfunkunion (EBU) teilnehmen. Dort belegte die Band Put Platz 3 und qualifizierte sich somit für das Finale in Millstreet. Das Debüt verlief dabei zufriedenstellend, denn die Band Put landete auf Platz 15. 1994 durfte Kroatien dann teilnehmen ohne zuvor eine Qualifikationsrunde überstehen zu müssen. Am Ende belegte das Land mit Platz 16 eine ähnliche Platzierung wie im Vorjahr. Danach begann aber Kroatiens bis heute erfolgreichste Phase im Wettbewerb. So belegte die Band Magazin mit der Sängerin Lidija Platz 6 1995. 1996 konnte diese Platzierung sogar noch übertroffen werden als die Sängerin Maja Blagdan mit ihrem Lied Sveta ljubav Platz 4 belegte. In der internen Qualifikationsrunde der EBU belegte das Lied allerdings nur Platz 19, was aber ja zur Finalqualifikation reichte. 1997 konnten diese zwei erfolgreichen Jahre aber nicht weitergeführt werden, denn der kroatische Beitrag landete am Ende auf Platz 17. Die 24 Punkte 1997 stellen bis heute die niedrigste Punktzahl des Landes im Wettbewerb dar. Ebenso war diese Platzierung bis 2007 Kroatiens schlechteste Platzierung im Wettbewerb. 1998 war Kroatien aber wieder in der oberen Tabellenhälfte zu finden. Schließlich erreichte die Sängerin Danijela mit ihrem Lied Neka mi ne svane Platz 5. Mit 131 Punkten holte sie zudem die bis 2023 höchste Punktzahl Kroatiens im Wettbewerb. 1999 holte das Land dann seine zweitbeste Platzierung im Wettbewerb. So landete die Sängerin Doris Dragović, die Jugoslawien bereits 1986 präsentierte, mit ihrem Lied Marija Magdalena auf Platz 4 mit 118 Punkten. Da die Punktzahl höher ist als vom vierten Platz Kroatiens 1996, gilt Dragovićs Lied als best platzierter kroatischer Beitrag. Aber auch nach 1999 war Kroatien noch erfolgreich im Wettbewerb.
So landete der kroatische Beitrag im Jahre 2000 auf Platz 9. Auch 2001 gelang eine Platzierung unter den besten Zehn mit Platz 10. Damit war das Land seit 1998 ununterbrochen unter den zehn besten im Finale vertreten. 2002 verpasste Kroatiens dann erstmals eine Platzierung unter den besten Zehn seit 1997. Mit Platz 11 scheiterte das Land aber auch nur knapp an einer Platzierung unter den besten Zehn. 2003 wurde dann nur Platz 15 erreicht und somit das schlechteste Ergebnis seit 1997. 2004, als das Halbfinale eingeführt wurde, musste auch Kroatien an diesem teilnehmen. Mit Platz 9 qualifizierte sich das Land dann aber erfolgreich für das Finale, wo der Beitrag dann auf Platz 12 landete. 2005 gelang dann sogar Platz 4 im Halbfinale, im Finale wurde dann mit Platz 11 wieder nur knapp eine Platzierung unter den besten Zehn verpasst. Trotzdem reichte die Platzierung aus um 2006 direkt im Finale starten zu können. Denn durch die Auflösung Serbien & Montenegros 2006 wurde ein Startplatz im Finale 2006 frei, da der Staatenverbund zuvor Platz 7 belegte. So erhielt Kroatien als elf platzierter den Startplatz. Die Sängerin Severina landete dann aber am Ende auf Platz 12. 2007 musste das Land somit wieder am Halbfinale teilnehmen, belegte dort aber nur Platz 16, womit das Land erstmals seit seinem Debüt 1993 nicht am Finale teilnahm. 2008 erreichte der kroatische Beitrag dann zwar Platz 4 im Halbfinale und qualifizierte sich somit für das Finale, landete dort aber dann nur auf Platz 21. 2009 erreichte Kroatien dann nur dank der Back-Up Jury das Finale. 2008 und 2009 wählten nämlich eine Jury den zehnten Finalisten aus dem Halbfinale aus. So landete der Beitrag im Halbfinale nur auf Platz 13, allerdings wählte die Back-Up Jury den Beitrag zum zehnten Finalisten. Im Finale stand dann Platz 18 zu buche. 2010 landete Kroatien dann im Halbfinale erneut auf Platz 13, allerdings wurde die Back-Up Jury abgeschafft und nur noch die zehn besten Halbfinalisten zugelassen. Damit verpasste das Land erstmals seit 2007 wieder das Finale. Allerdings verpasste das Land auch in den Folgejahren stets das Finale. So landete der Beitrag 2011 auf Platz 15 im Halbfinale, der Beitrag von 2012 auf Platz 12 im Halbfinale und der Beitrag 2013 auf Platz 13 im Halbfinale. Nach diesen Misserfolgen und aus finanziellen Gründen zog sich Kroatien 2014 dann vom Wettbewerb zurück. Es war das erste Mal seit dem Debüt 1993, dass das Land freiwillig auf eine Teilnahme verzichtete. Auch 2015 wurde aus diesen Gründen auf eine Teilnahme verzichtet. Erst 2016 kehrte das Land zum Wettbewerb zurück.
Die Rückkehr war dabei für Kroatien ein Erfolg. Denn erstmals seit sieben Jahren erreichte das Land das Finale, auch wenn die Qualifikation mit Platz 10 im Halbfinale knapp war. Im Finale wurde allerdings nur Platz 23 belegt. 2017 folgte der Sänger Jacques Houdek dann seiner Vorgängerin und qualifizierte sich ebenfalls für das Finale. Allerdings qualifizierte Kroatien sich als einziges Land des ehemaligen Jugoslawiens für das Finale. Dort erreichte das Lied My Friend dann aber Platz 13, Kroatiens bestes Ergebnis seit elf Jahren. 2018 war der Erfolg allerdings wieder vorbei, denn die Sängerin Franka belegte nur den drittletzten Patz im Halbfinale und verpasste somit erstmals seit 2013 die Finalqualifikation. 2019 konnte der Sänger Roko mit seinem Lied The Dream ebenfalls nicht das Finale erreichen. 2021 und 2022 verpasste man zwei Mal in Folge erneut das Finale, wenn auch nur knapp auf Platz 11. 2023 hingegen gelang Kroatien zum ersten Mal seit 2017 wieder der Einzug ins Finale, wo man mit Platz 13 eine Platzierung in der linken Tabellenhälfte erzielen konnte. 2024 erreichte Sänger Baby Lasagna mit Platz zwei die beste Platzierung für das Land im Wettbewerb. Im Folgejahr konnte man nicht an diesen Erfolg anknüpfen und scheiterte am Einzug ins Finale zum insgesamt zehnten Mal.
Insgesamt landeten also 13 von den 31 Beiträgen in der linken Tabellenhälfte. Dazu verpasste Kroatien zehnmal das Finale, wurde allerdings auch noch nie Letzter. Mit einer Platzierung innerhalb der besten drei, so wie zwei vierten Plätzen und einem fünften Platz zählt Kroatien, trotz der eher schwächeren Phase in den 2010er Jahren, zu den durchschnittlich erfolgreichen Ländern im Wettbewerb.

## Liste der Beiträge
Farblegende:
– 1. Platz. 
– 2. Platz. 
– 3. Platz. 
– Punktgleichheit mit dem letzten Platz.
– ausgeschieden im Halbfinale/in der Qualifikation/im osteuropäischen Vorentscheid.
– keine Teilnahme/nicht qualifiziert.
– Absage des Eurovision Song Contests.
| Jahr      | Interpret                         | Titel Musik (M) und Text (T)                                                                   | Sprache                  | Übersetzung                            | Finale                                           | Finale                                           | Halbfinale/ Qualifikation                        | Halbfinale/ Qualifikation                        | Nationaler Vorentscheid  |
| Jahr      | Interpret                         | Titel Musik (M) und Text (T)                                                                   | Sprache                  | Übersetzung                            | Platz                                            | Punkte                                           | Platz                                            | Punkte                                           | Nationaler Vorentscheid  |
| --------- | --------------------------------- | ---------------------------------------------------------------------------------------------- | ------------------------ | -------------------------------------- | ------------------------------------------------ | ------------------------------------------------ | ------------------------------------------------ | ------------------------------------------------ | ------------------------ |
| 1993      | Put                               | Don’t Ever Cry M: Andrej Basa; T: Đorđe Novković                                               | Kroatisch, Englisch      | Weine niemals                          | 15 / 25                                          | 31                                               | 3 / 7                                            | 51                                               | Dora 1993                |
| 1994      | Tony Cetinski                     | Nek’ ti bude ljubav sva M: Željen Klašterka; T: Željko Krznarić                                | Kroatisch                | All die Liebe soll dir gehören         | 16 / 25                                          | 27                                               | Direkt für das Finale qualifiziert               | Direkt für das Finale qualifiziert               | Dora 1994                |
| 1995      | Magazin & Lidija                  | Nostalgija M: Tonči Huljić; T: Vjekoslava Huljić                                               | Kroatisch                | Nostalgie                              | 6 / 23                                           | 91                                               | Direkt für das Finale qualifiziert               | Direkt für das Finale qualifiziert               | Dora 1995                |
| 1996      | Maja Blagdan                      | Sveta ljubav M/T: Zrinko Tutić                                                                 | Kroatisch                | Heilige Liebe                          | 4 / 23                                           | 98                                               | 19 / 29                                          | 30                                               | Dora 1996                |
| 1997      | E.N.I.                            | Probudi me M: Davor Tolja; T: Alida Šarar                                                      | Kroatisch                | Weck mich auf                          | 17 / 25                                          | 24                                               | Direkt für das Finale qualifiziert               | Direkt für das Finale qualifiziert               | Dora 1997                |
| 1998      | Danijela                          | Neka mi ne svane M/T: Petar Grašo, Remi Kazinotti, Stjepan Kalogjera                           | Kroatisch                | Möge die Sonne für mich nicht aufgehen | 5 / 25                                           | 131                                              | Direkt für das Finale qualifiziert               | Direkt für das Finale qualifiziert               | Dora 1998                |
| 1999      | Doris Dragović                    | Marija Magdalena M: Tonči Huljić; T: Vjekoslava Huljić                                         | Kroatisch                | Maria Magdalena                        | 4 / 23                                           | 118                                              | Direkt für das Finale qualifiziert               | Direkt für das Finale qualifiziert               | Dora 1999                |
| 2000      | Goran Karan                       | Kada zaspu anđeli (Ostani) M/T: Zdenko Runjić, Neno Ninčević, Nikša Bratoš                     | Kroatisch                | Wenn die Engel einschlafen (Bleibe)    | 9 / 24                                           | 70                                               | Direkt für das Finale qualifiziert               | Direkt für das Finale qualifiziert               | Dora 2000                |
| 2001      | Vanna                             | Strings of My Heart M: Tonči Huljić; T: Vjekoslava Huljić                                      | Englisch                 | Die Saiten meines Herzens              | 10 / 23                                          | 42                                               | Direkt für das Finale qualifiziert               | Direkt für das Finale qualifiziert               | Dora 2001                |
| 2002      | Vesna Pisarović                   | Everything I Want M/T: Milana Vlaović                                                          | Englisch                 | Alles was ich will                     | 11 / 24                                          | 44                                               | Direkt für das Finale qualifiziert               | Direkt für das Finale qualifiziert               | Dora 2002                |
| 2003      | Claudia Beni                      | Više nisam tvoja M/T: Andrej Babić                                                             | Kroatisch, Englisch      | Ich bin nicht mehr dein                | 15 / 26                                          | 29                                               | Direkt für das Finale qualifiziert               | Direkt für das Finale qualifiziert               | Dora 2003                |
| 2004      | Ivan Mikulić                      | You Are the Only One M: Ivan Mikulić, Vedran Ostojić; T: Duško Gruborović                      | Englisch                 | Du bist die Einzige                    | 12 / 24                                          | 50                                               | 9 / 22                                           | 72                                               | Dora 2004                |
| 2005      | Boris Novković feat. Lado Members | Vukovi umiru sami M: Franjo Valentić; T: Boris Novković                                        | Kroatisch                | Wölfe sterben einsam                   | 11 / 24                                          | 115                                              | 4 / 25                                           | 169                                              | Dora 2005                |
| 2006      | Severina                          | Moja štikla M: Boris Novković, Franjo Valentić; T: Severina Vučković                           | Kroatisch                | Mein Stiletto                          | 12 / 24                                          | 56                                               | Direkt für das Finale qualifiziert               | Direkt für das Finale qualifiziert               | Dora 2006                |
| 2007      | Dragonfly feat. Dado Topić        | Vjerujem u ljubav M/T: Dado Topić                                                              | Kroatisch, Englisch      | Ich glaube an die Liebe                | Ausgeschieden                                    | Ausgeschieden                                    | 16 / 28                                          | 54                                               | Dora 2007                |
| 2008      | Kraljevi Ulice & 75 Cents         | Romanca M/T: Miran Hadži Veljković                                                             | Kroatisch                | Romanze                                | 21 / 25                                          | 44                                               | 4 / 19                                           | 112                                              | Dora 2008                |
| 2009      | Igor Cukrov feat. Andrea Šušnjara | Lijepa Tena M: Tonči Huljić; T: Vjekoslava Huljić                                              | Kroatisch                | Schöne Tena                            | 18 / 25                                          | 45                                               | 13 / 19                                          | 33                                               | Dora 2009                |
| 2010      | Feminnem                          | Lako je sve M: Branimir Mihaljević; T: Pamela Ramljak, Neda Parmać                             | Kroatisch                | Alles ist einfach                      | Ausgeschieden                                    | Ausgeschieden                                    | 13 / 17                                          | 33                                               | Dora 2010                |
| 2011      | Daria Kinzer                      | Celebrate M: Boris Đurđević; T: Boris Đurđević, Marina Mudrinić                                | Englisch                 | Feiern                                 | Ausgeschieden                                    | Ausgeschieden                                    | 15 / 19                                          | 41                                               | Dora 2011                |
| 2012      | Nina Badrić                       | Nebo M/T: Nina Badrić                                                                          | Kroatisch                | Himmel                                 | Ausgeschieden                                    | Ausgeschieden                                    | 12 / 18                                          | 42                                               | interne Auswahl          |
| 2013      | Klapa s mora                      | Mižerja M/T: Goran Topolovac                                                                   | Kroatisch                | Elend                                  | Ausgeschieden                                    | Ausgeschieden                                    | 13 / 16                                          | 38                                               | interne Auswahl          |
| 2014 2015 | Auf Teilnahme verzichtet          | Auf Teilnahme verzichtet                                                                       | Auf Teilnahme verzichtet | Auf Teilnahme verzichtet               | Auf Teilnahme verzichtet                         | Auf Teilnahme verzichtet                         | Auf Teilnahme verzichtet                         | Auf Teilnahme verzichtet                         | Auf Teilnahme verzichtet |
| 2016      | Nina Kraljić                      | Lighthouse M/T: Andreas Grass, Nikola Paryla                                                   | Englisch                 | Leuchtturm                             | 23 / 26                                          | 73                                               | 10 / 18                                          | 133                                              | interne Auswahl          |
| 2017      | Jacques Houdek                    | My Friend M/T: Jacques Houdek, Tony Roberth Malm, Siniša Reljić, Fabrizio Laucella, Ines Prajo | Englisch, Italienisch    | Mein Freund                            | 13 / 26                                          | 128                                              | 8 / 18                                           | 141                                              | interne Auswahl          |
| 2018      | Franka                            | Crazy M/T: Branimir Mihaljevic                                                                 | Englisch                 | Verrückt                               | Ausgeschieden                                    | Ausgeschieden                                    | 17 / 19                                          | 63                                               | interne Auswahl          |
| 2019      | Roko                              | The Dream M: Jacques Houdek; T: Jacques Houdek, Andrea Čubrić, Charlie Mason                   | Englisch, Kroatisch      | Der Traum                              | Ausgeschieden                                    | Ausgeschieden                                    | 14 / 18                                          | 64                                               | Dora 2019                |
| 2020      | Damir Kedžo                       | Divlji vjetre M/T: Ante Pecotić                                                                | Kroatisch                | Wilder Wind                            | Absage wegen der COVID-19-Pandemie durch die EBU | Absage wegen der COVID-19-Pandemie durch die EBU | Absage wegen der COVID-19-Pandemie durch die EBU | Absage wegen der COVID-19-Pandemie durch die EBU | Dora 2020                |
| 2021      | Albina                            | Tick-Tock M: Branimir Mihaljević, Max Cinnamon; T: Tihana Buklijaš Bakić                       | Englisch, Kroatisch      | Tick-Tack                              | Ausgeschieden                                    | Ausgeschieden                                    | 11 / 16                                          | 110                                              | Dora 2021                |
| 2022      | Mia Dimšić                        | Guilty Pleasure M/T: Mia Dimšić, Vjekoslav Dimter, Damir Bačić, Ante Gelo                      | Englisch, Kroatisch      | Heimliches Vergnügen                   | Ausgeschieden                                    | Ausgeschieden                                    | 11 / 17                                          | 75                                               | Dora 2022                |
| 2023      | Let 3                             | Mama ŠČ! M: Damir Martinović Mrle, Zoran Prodanović; T: Damir Martinović Mrle                  | Kroatisch                | Mama Schtsch!                          | 13 / 26                                          | 123                                              | 8 / 15                                           | 76                                               | Dora 2023                |
| 2024      | Baby Lasagna                      | Rim tim tagi dim M/T: Marko Purišić                                                            | Englisch                 | –                                      | 2 / 25                                           | 547                                              | 1 / 15                                           | 177                                              | Dora 2024                |
| 2025      | Marko Bošnjak                     | Poison Cake M/T: Emma Gale, Ben Pyne, Bas Wissink, Marko Bošnjak                               | Englisch                 | Giftiger Kuchen                        | Ausgeschieden                                    | Ausgeschieden                                    | 12 / 15                                          | 28                                               | Dora 2025                |

## Nationale Vorentscheide
Fast alle kroatischen Beiträge wurden im Rahmen des Musikfestivals Dora gewählt, welches erstmals 1992 stattfand. Lediglich zwischen 2012 und 2018 wurden die kroatischen Beiträge intern ausgewählt und die Dora fand nicht statt.

## Sprachen
Der Großteil der Beiträge Kroatiens wurde in der Landessprache Kroatisch vorgestellt. Lediglich 2001, 2002, 2004, 2011, 2016 und 2018 wurde komplett auf Englisch gesungen. 1993, 2003, 2007 und 2019 entstanden jeweils Kroatisch-Englische-Mischversionen. 2017 sang das Land dann erstmals auf Italienisch, allerdings auch gemischt mit Englisch.
Beim Dora-Festival mussten die Beiträge oft auch auf Kroatisch gesungen werden, womit dies auch die Originalsprache vieler Lieder ist. 2001 wurde Strings of My Heart beim Vorentscheid auf Englisch und Kroatisch vorgestellt, in Kopenhagen aber ganz auf Englisch. 2003 wurde der letzte Refrain auf Englisch gesungen. Die Beiträge 1993 und 2007 waren von vorneherein als zweisprachig geplant, wobei ersterer trotz Sprachreglementierung einen auffällig hohen Anteil an englischer Sprache beinhaltete. Die Beiträge aus den Jahren 2005, 2006 und 2007 sind die einzigen, von denen keine vollkommen englischsprachige Fassung aufgenommen wurde, von Nostalgija 1995 wurde einige Jahre später auch eine deutsche Version eingesungen.

## Kommentatoren und Punktesprecher
| Jahr | Kommentator           | Punktesprecher           |
| ---- | --------------------- | ------------------------ |
| 1993 | Aleksandar Kostadinov | Ksenija Urličić          |
| 1994 | Aleksandar Kostadinov | Helga Vlahović           |
| 1995 | Aleksandar Kostadinov | Daniela Trbović          |
| 1996 | Aleksandar Kostadinov | Daniela Trbović          |
| 1997 | Aleksandar Kostadinov | Davor Meštrović          |
| 1998 | Aleksandar Kostadinov | Davor Meštrović          |
| 1999 | Aleksandar Kostadinov | Marko Rašica             |
| 2000 | –                     | Marko Rašica             |
| 2001 | –                     | Daniela Trbović          |
| 2002 | Ante Batinović        | Duško Čurlić             |
| 2003 | Daniela Trbović       | Davor Mešteović          |
| 2004 | –                     | Barbara Kolar            |
| 2005 | Duško Čurlić          | Barbara Kolar            |
| 2006 | Duško Čurlić          | Mila Horvat              |
| 2007 | Duško Čurlić          | Barbara Kolar            |
| 2008 | Duško Čurlić          | Barbara Kolar            |
| 2009 | Duško Čurlić          | Mila Horvat              |
| 2010 | Duško Čurlić          | Mila Horvat              |
| 2011 | Duško Čurlić          | Nevena Rendeli           |
| 2012 | Duško Čurlić          | Nevena Rendeli           |
| 2013 | Duško Čurlić          | Uršula Tolj              |
| 2014 | Aleksandar Kostadinov | Auf Teilnahme verzichtet |
| 2015 | Keine Übertragung     | Auf Teilnahme verzichtet |
| 2016 | Duško Čurlić          | Nevena Rendeli           |
| 2017 | Duško Čurlić          | Uršula Tolj              |
| 2018 | Duško Čurlić          | Uršula Tolj              |
| 2019 | Duško Čurlić          | Monika Lelas Halambek    |
| 2021 | Duško Čurlić          | Ivan Dorian Molnar       |
| 2022 | Duško Čurlić          | Ivan Dorian Molnar       |
| 2023 | Duško Čurlić          | Maja Ciglenečki          |
| 2024 | Duško Čurlić          | Ivan Dorian Molnar       |
| 2025 | Duško Čurlić          | Doris Pinčić             |

## Punktevergabe
Folgende Länder erhielten die meisten Punkte von oder vergaben die meisten Punkte an Kroatien (Stand: 2025):
| Die meisten im Finale vergebenen Punkte | Die meisten im Finale vergebenen Punkte | Die meisten im Finale vergebenen Punkte |
| Platz                                   | Land                                    | Punkte                                  |
| --------------------------------------- | --------------------------------------- | --------------------------------------- |
| 1                                       | Serbien                                 | 157                                     |
| 2                                       | Italien                                 | 147                                     |
| 3                                       | Bosnien und Herzegowina                 | 144                                     |
| 4                                       | Slowenien                               | 118                                     |
| 5                                       | Ukraine                                 | 096                                     |

| Die meisten im Finale erhaltenen Punkte | Die meisten im Finale erhaltenen Punkte | Die meisten im Finale erhaltenen Punkte |
| Platz                                   | Land                                    | Punkte                                  |
| --------------------------------------- | --------------------------------------- | --------------------------------------- |
| 1                                       | Slowenien                               | 155                                     |
| 2                                       | Bosnien und Herzegowina                 | 115                                     |
| 3                                       | Malta                                   | 091                                     |
| 4                                       | Nordmazedonien                          | 077                                     |
| 5                                       | Österreich                              | 076                                     |

| Die meisten insgesamt vergebenen Punkte | Die meisten insgesamt vergebenen Punkte | Die meisten insgesamt vergebenen Punkte |
| Platz                                   | Land                                    | Punkte                                  |
| --------------------------------------- | --------------------------------------- | --------------------------------------- |
| 1                                       | Serbien                                 | 247                                     |
| 2                                       | Slowenien                               | 206                                     |
| 3                                       | Bosnien und Herzegowina                 | 194                                     |
| 4                                       | Ukraine                                 | 175                                     |
| 5                                       | Nordmazedonien                          | 158                                     |

| Die meisten insgesamt erhaltenen Punkte | Die meisten insgesamt erhaltenen Punkte | Die meisten insgesamt erhaltenen Punkte |
| Platz                                   | Land                                    | Punkte                                  |
| --------------------------------------- | --------------------------------------- | --------------------------------------- |
| 1                                       | Slowenien                               | 277                                     |
| 2                                       | Bosnien und Herzegowina                 | 176                                     |
| 3                                       | Nordmazedonien                          | 172                                     |
| 4                                       | Österreich                              | 156                                     |
| 5                                       | Serbien                                 | 155                                     |

### Vergaben der Höchstwertung
Seit dem Debüt 1993 vergab Kroatien die Höchstpunktzahl an 19 verschiedene Länder, davon achtnmal an Serbien. Im Halbfinale vergab Kroatien die Höchstpunktzahl an 15 verschiedene Länder, davon viermal an Nordmazedonien und Serbien.
Seit 2016 vergibt jedes Land im Finale zwei Punktesätze. Dabei stammt einer von der Jury, hier mit (J) markiert, und einer vom Televoting, hier mit (T) markiert. Im Halbfinale galt diese Regel bis 2022 ebenfalls, seit 2023 wird dort nur per Televoting abgestimmt.
| Höchstwertung (Finale) | Höchstwertung (Finale)   | Höchstwertung (Finale)   |
| Jahr                   | Land                     | Platz                    |
| ---------------------- | ------------------------ | ------------------------ |
| 1993                   | Norwegen                 | 5                        |
| 1994                   | Irland                   | 1                        |
| 1995                   | Malta                    | 10                       |
| 1996                   | Malta                    | 10                       |
| 1997                   | Vereinigtes Königreich   | 1                        |
| 1998                   | Vereinigtes Königreich   | 2                        |
| 1999                   | Slowenien                | 11                       |
| 2000                   | Russland                 | 2                        |
| 2001                   | Dänemark                 | 2                        |
| 2002                   | Malta                    | 2                        |
| 2003                   | Russland                 | 2                        |
| 2004                   | Serbien und Montenegro   | 2                        |
| 2005                   | Serbien und Montenegro   | 7                        |
| 2006                   | Bosnien und Herzegowina  | 3                        |
| 2007                   | Serbien                  | 1                        |
| 2008                   | Bosnien und Herzegowina  | 10                       |
| 2009                   | Bosnien und Herzegowina  | 9                        |
| 2010                   | Türkei                   | 2                        |
| 2011                   | Slowenien                | 13                       |
| 2012                   | Serbien                  | 3                        |
| 2013                   | Ukraine                  | 3                        |
| 2014 2015              | Auf Teilnahme verzichtet | Auf Teilnahme verzichtet |
| 2016                   | Australien (J)           | 2                        |
| 2016                   | Serbien (T)              | 18                       |
| 2017                   | Ungarn (J & T)           | 8                        |
| 2018                   | Litauen (J)              | 12                       |
| 2018                   | Serbien (T)              | 19                       |
| 2019                   | Italien (J & T)          | 2                        |
| 2020                   | Wettbewerb abgesagt      | Wettbewerb abgesagt      |
| 2021                   | Italien (J)              | 1                        |
| 2021                   | Serbien (T)              | 15                       |
| 2022                   | Serbien (J & T)          | 5                        |
| 2023                   | Italien (J)              | 4                        |
| 2023                   | Slowenien (T)            | 21                       |
| 2024                   | Portugal (J)             | 10                       |
| 2024                   | Serbien (T)              | 17                       |
| 2025                   | Italien (J)              | 5                        |
| 2025                   | Estland (T)              | 3                        |

| Höchstwertung (Halbfinale) | Höchstwertung (Halbfinale)  | Höchstwertung (Halbfinale) |
| Jahr                       | Land                        | Platz                      |
| -------------------------- | --------------------------- | -------------------------- |
| 2004                       | Serbien und Montenegro      | 1                          |
| 2005                       | Nordmazedonien              | 9                          |
| 2006                       | Bosnien und Herzegowina     | 2                          |
| 2007                       | Serbien                     | 1                          |
| 2008                       | Nordmazedonien              | 10                         |
| 2009                       | Serbien                     | 10                         |
| 2010                       | Zypern                      | 10                         |
| 2011                       | Serbien                     | 8                          |
| 2012                       | Bosnien und Herzegowina     | 6                          |
| 2013                       | Dänemark                    | 1                          |
| 2014 2015                  | Auf Teilnahme verzichtet    | Auf Teilnahme verzichtet   |
| 2016                       | Tschechien (J)              | 9                          |
| 2016                       | Bosnien und Herzegowina (T) | 11                         |
| 2017                       | Niederlande (J)             | 4                          |
| 2017                       | Ungarn (T)                  | 2                          |
| 2018                       | Israel (J)                  | 1                          |
| 2018                       | Zypern (T)                  | 2                          |
| 2019                       | Nordmazedonien (J & T)      | 2                          |
| 2020                       | Wettbewerb abgesagt         | Wettbewerb abgesagt        |
| 2021                       | Malta (J)                   | 1                          |
| 2021                       | Ukraine (T)                 | 2                          |
| 2022                       | Portugal (J)                | 4                          |
| 2022                       | Ukraine (T)                 | 1                          |
| 2023                       | Finnland                    | 1                          |
| 2024                       | Serbien                     | 9                          |
| 2025                       | Estland                     | 5                          |

## Galerie

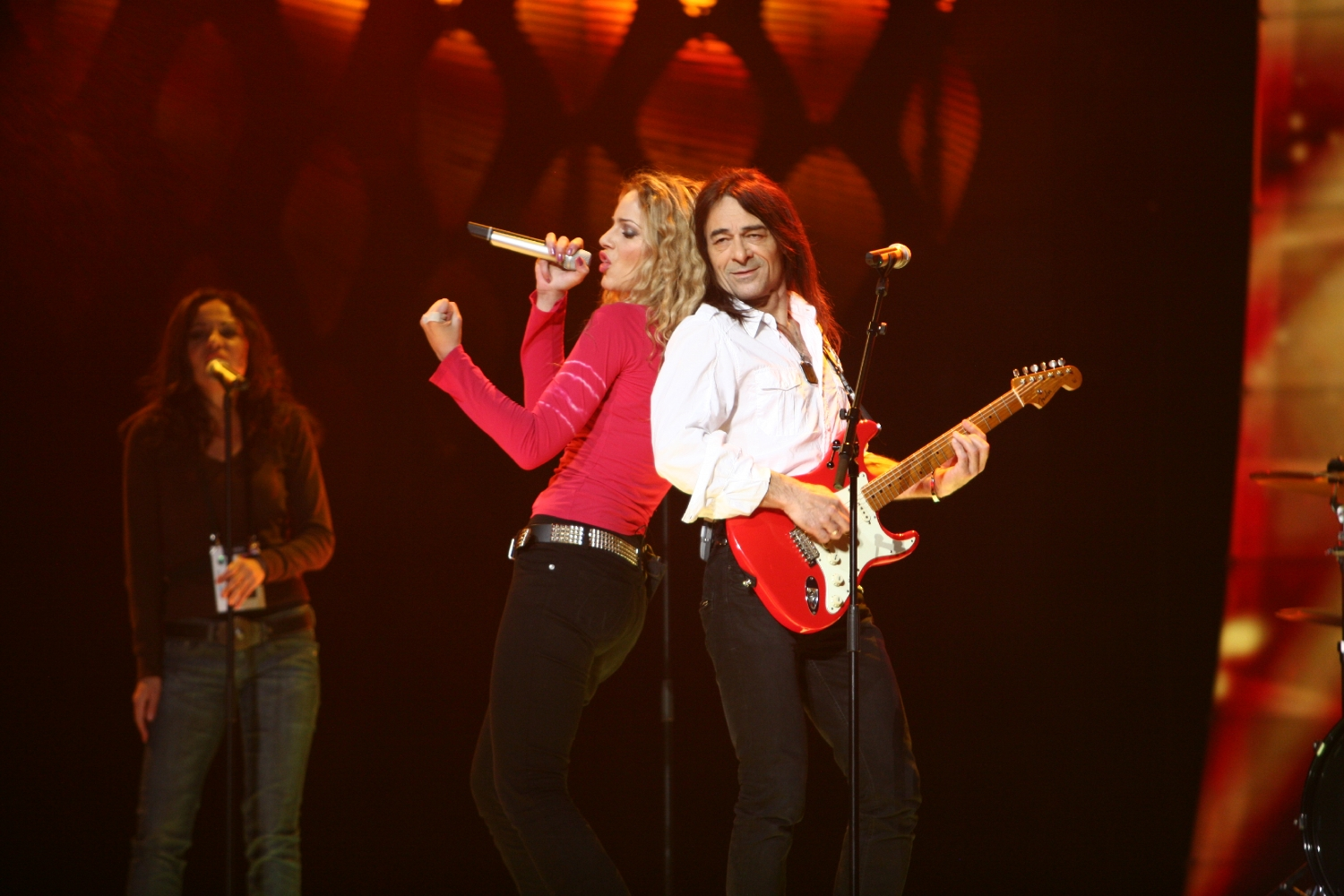
Dragonfly feat. Dado Topić 2007
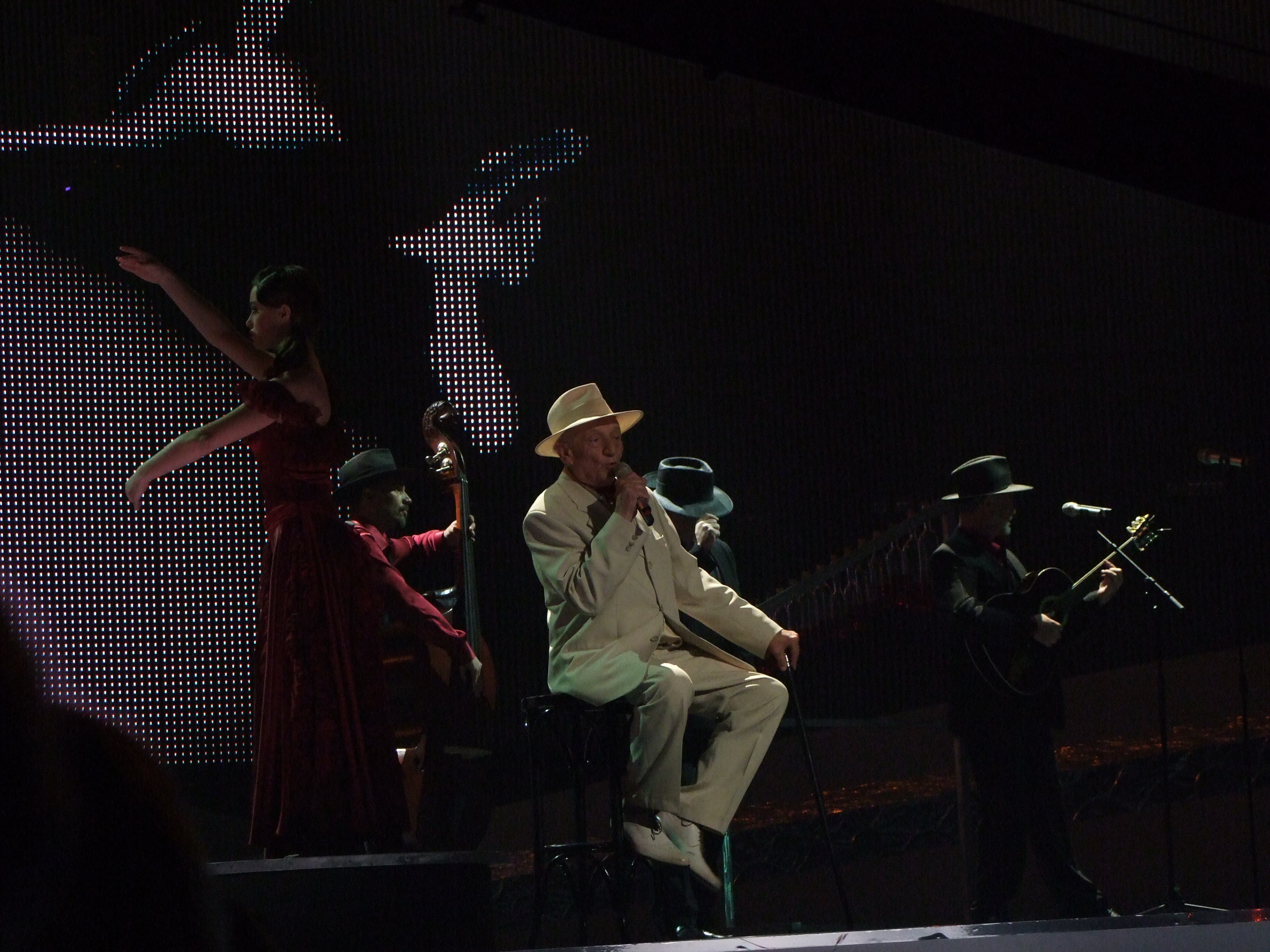
Kraljevi ulice & 75 Cents 2008
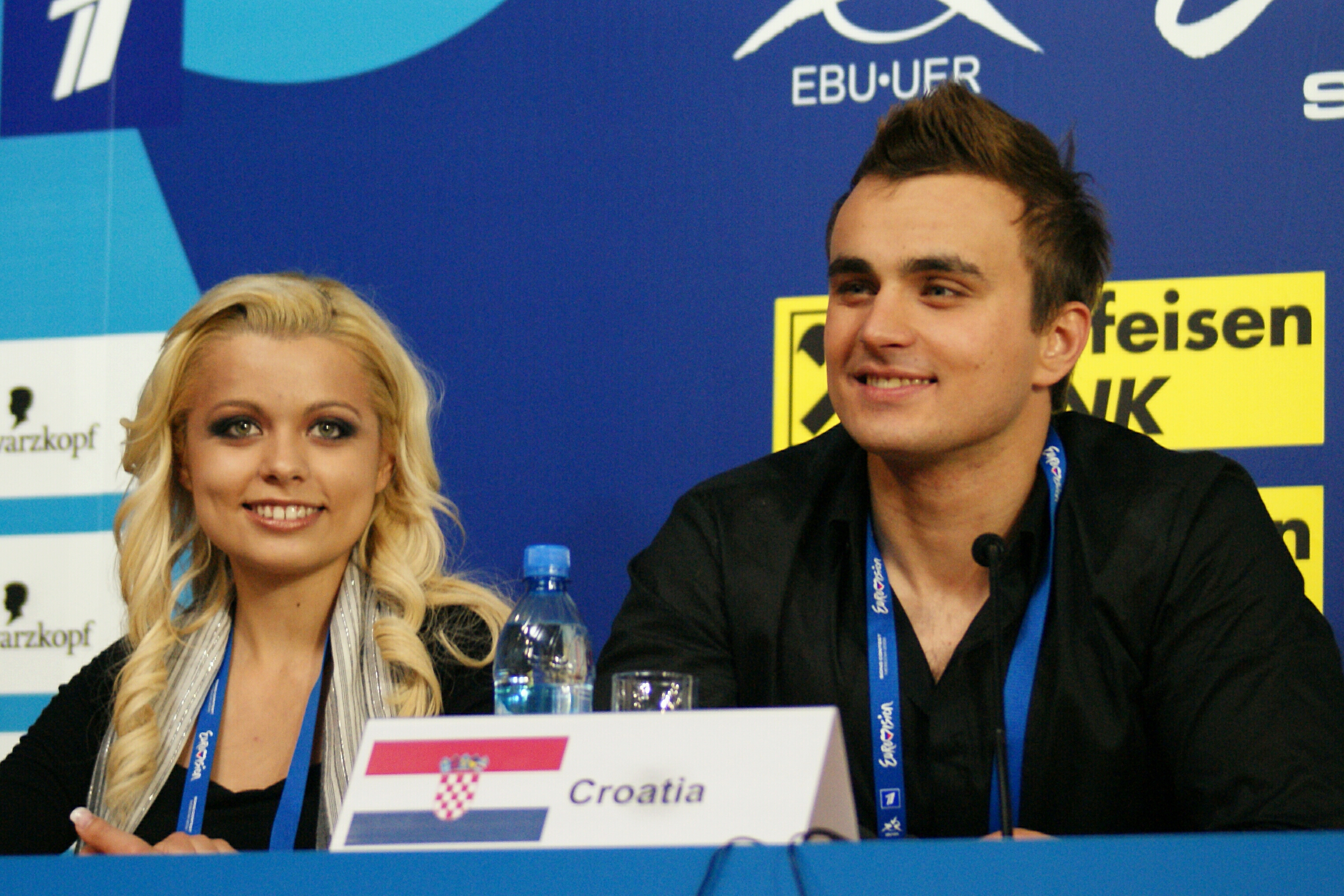
Igor Cukrov & Andrea 2009
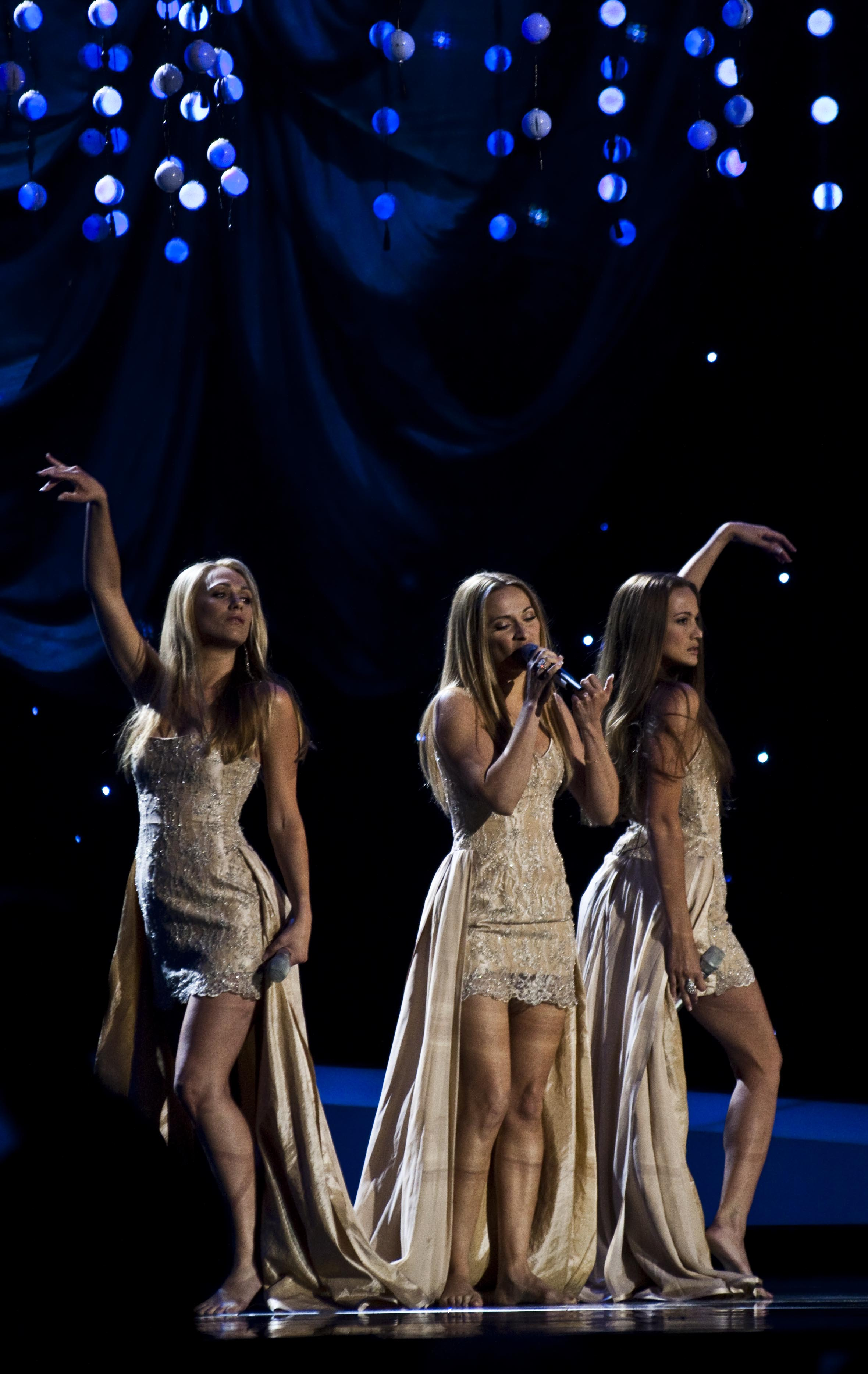
Feminnem 2010
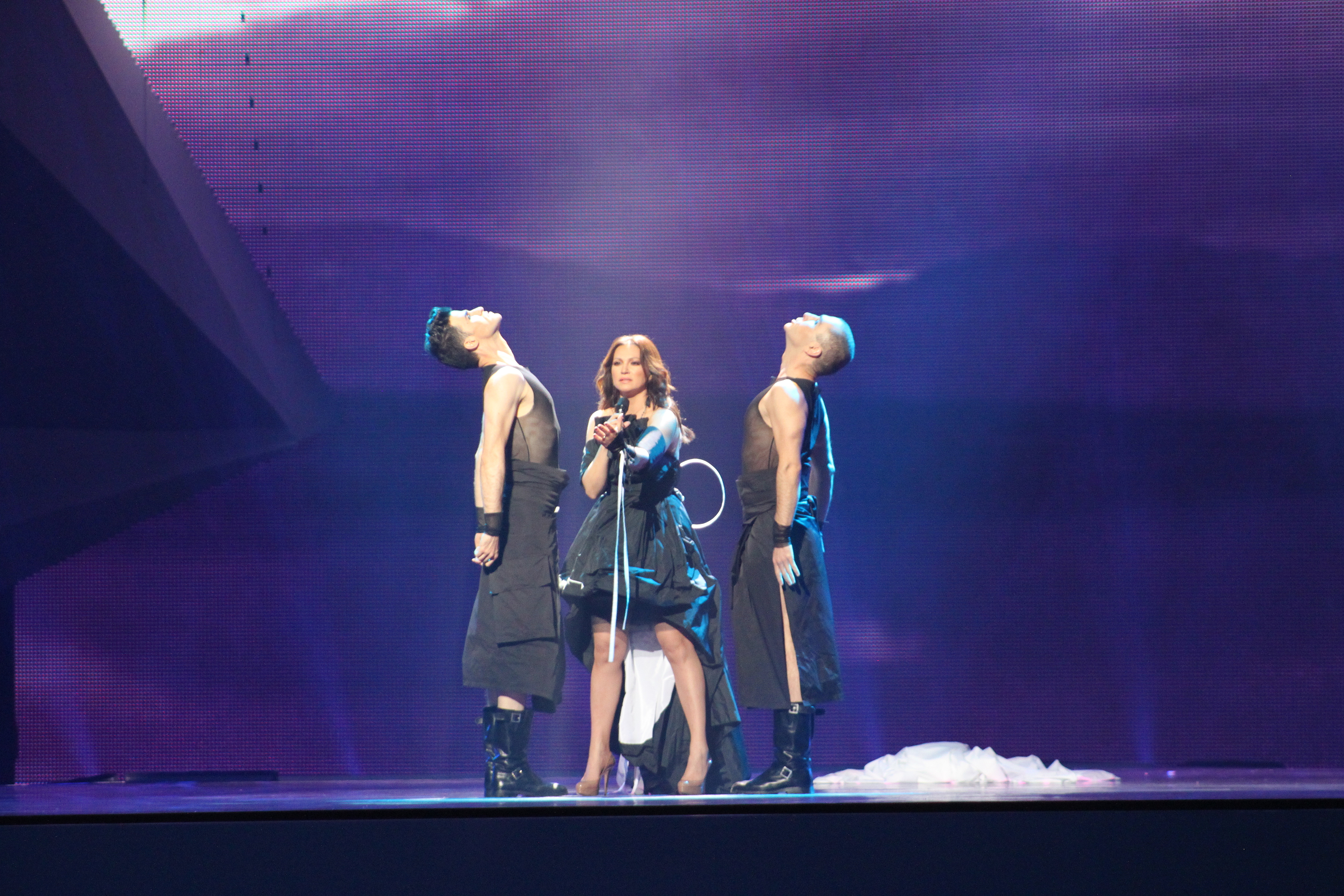
Nina Badrić 2012
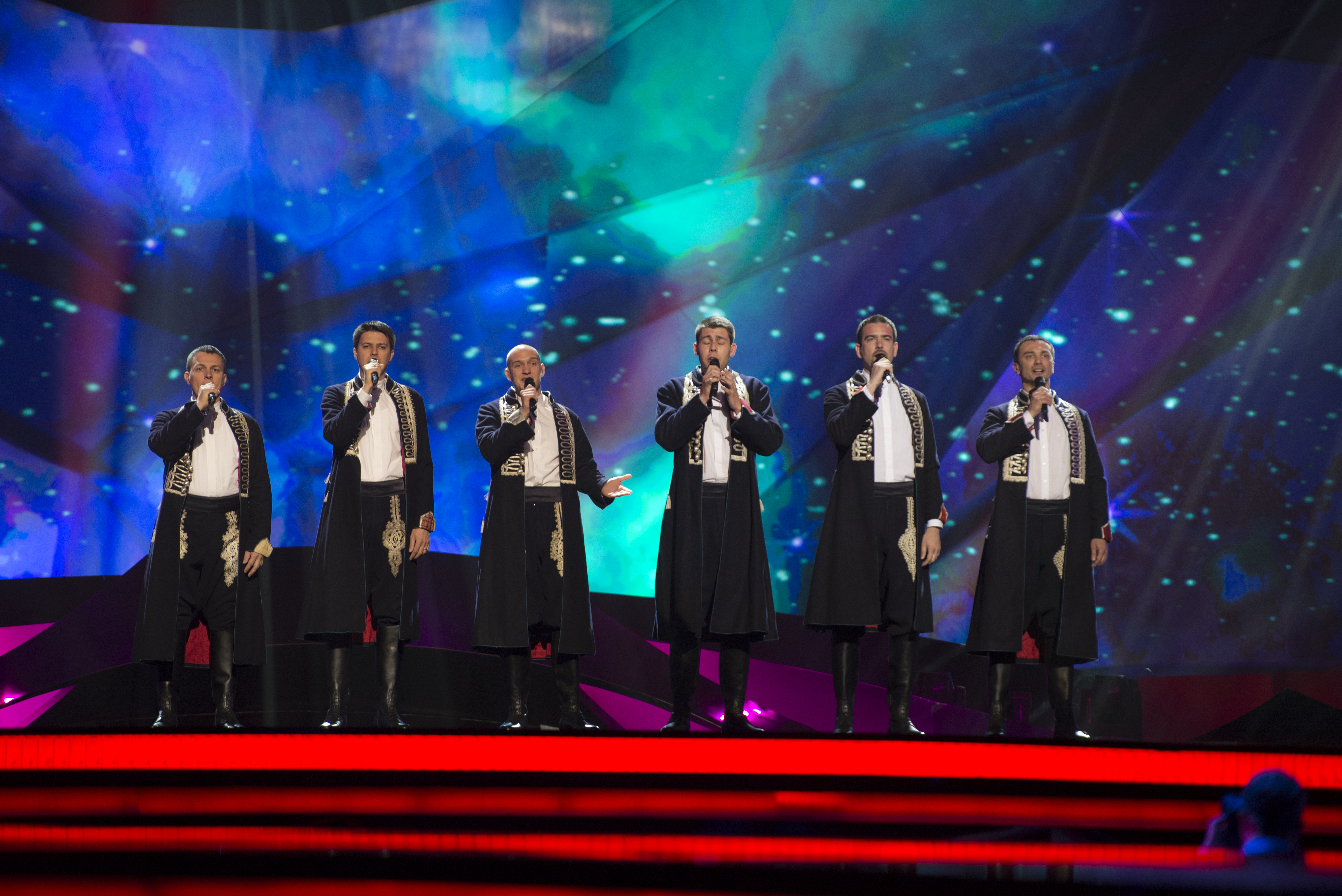
Klapa s Mora 2013
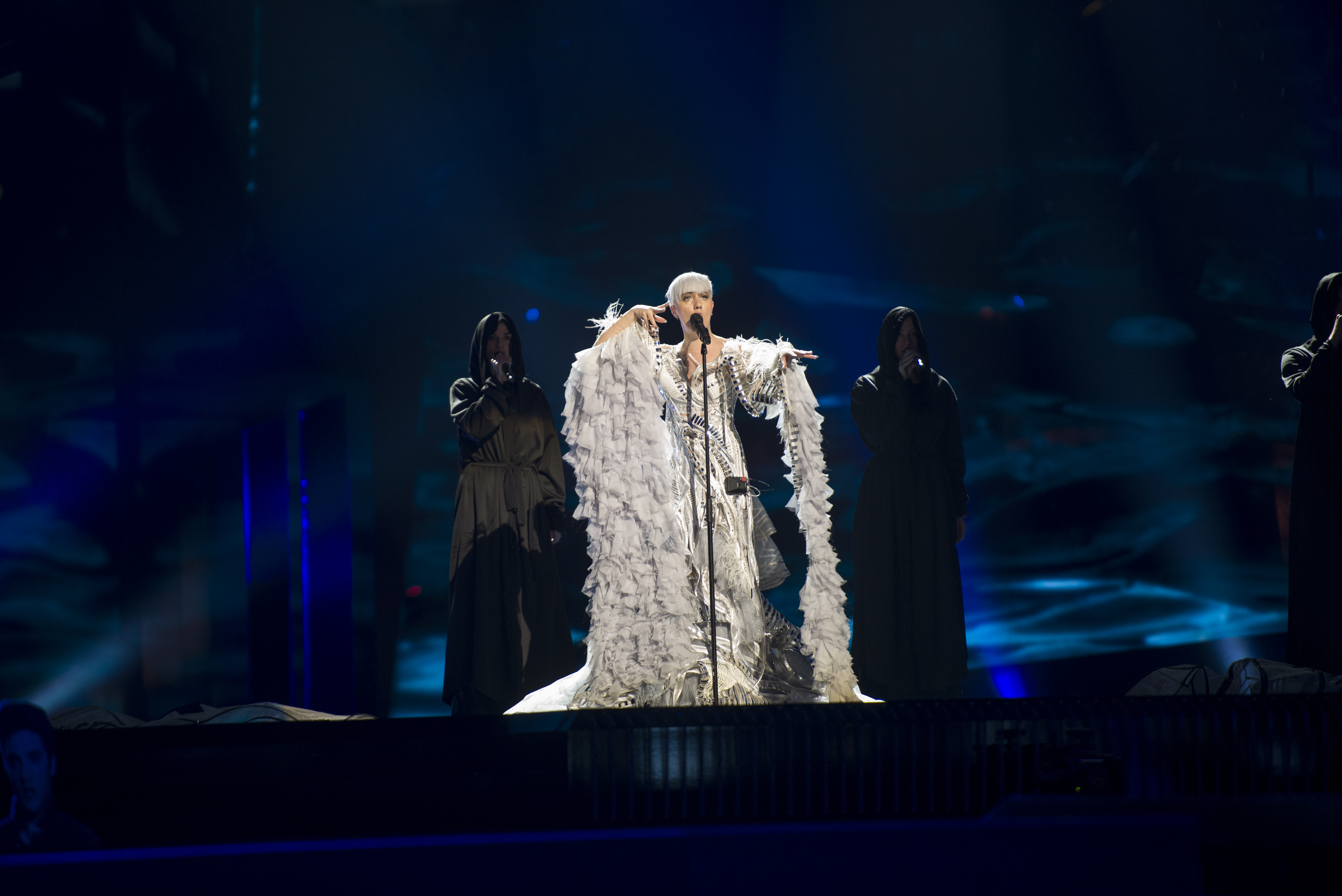
Nina Kraljić 2016
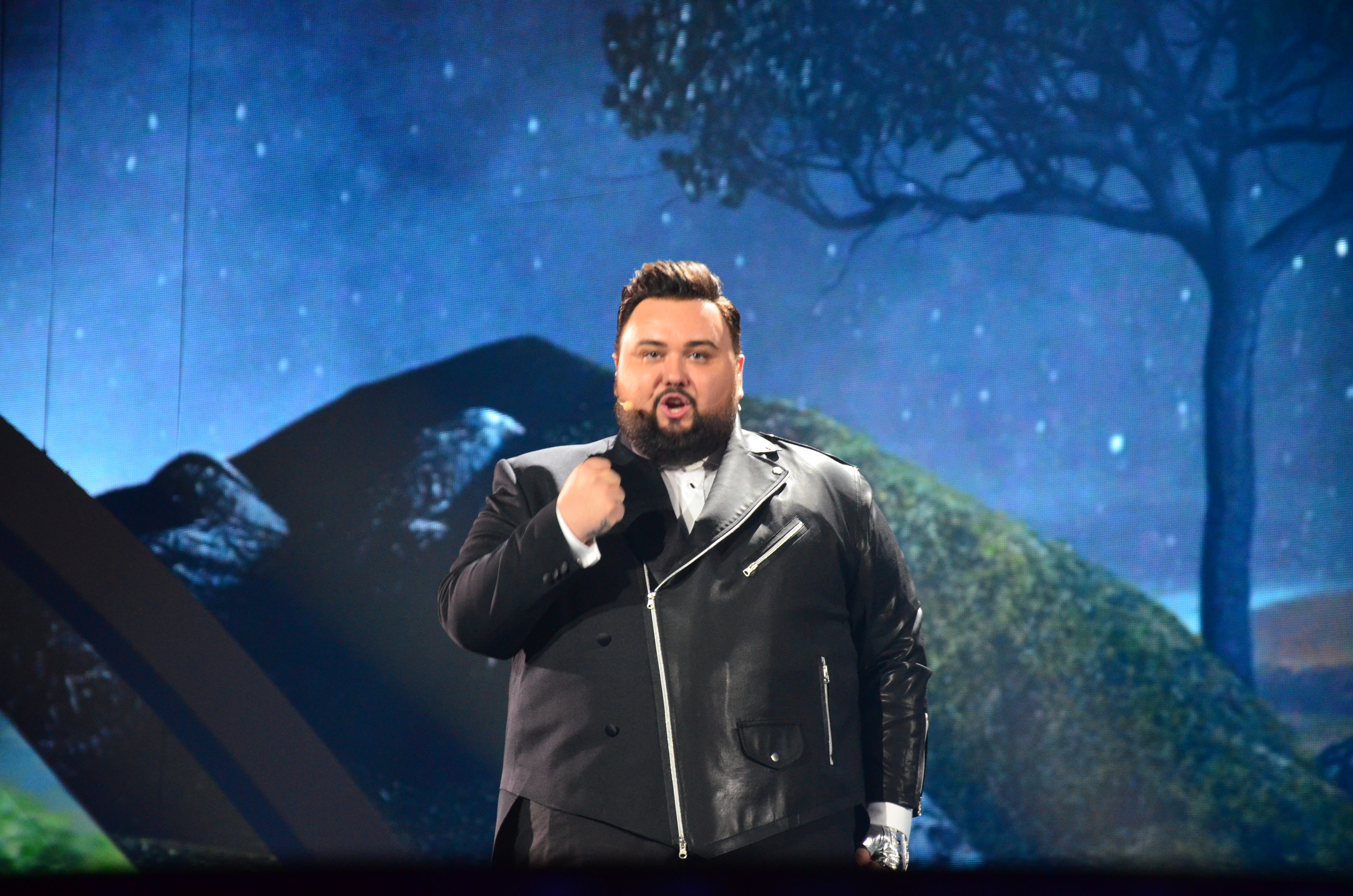
Jacques Houdek 2017
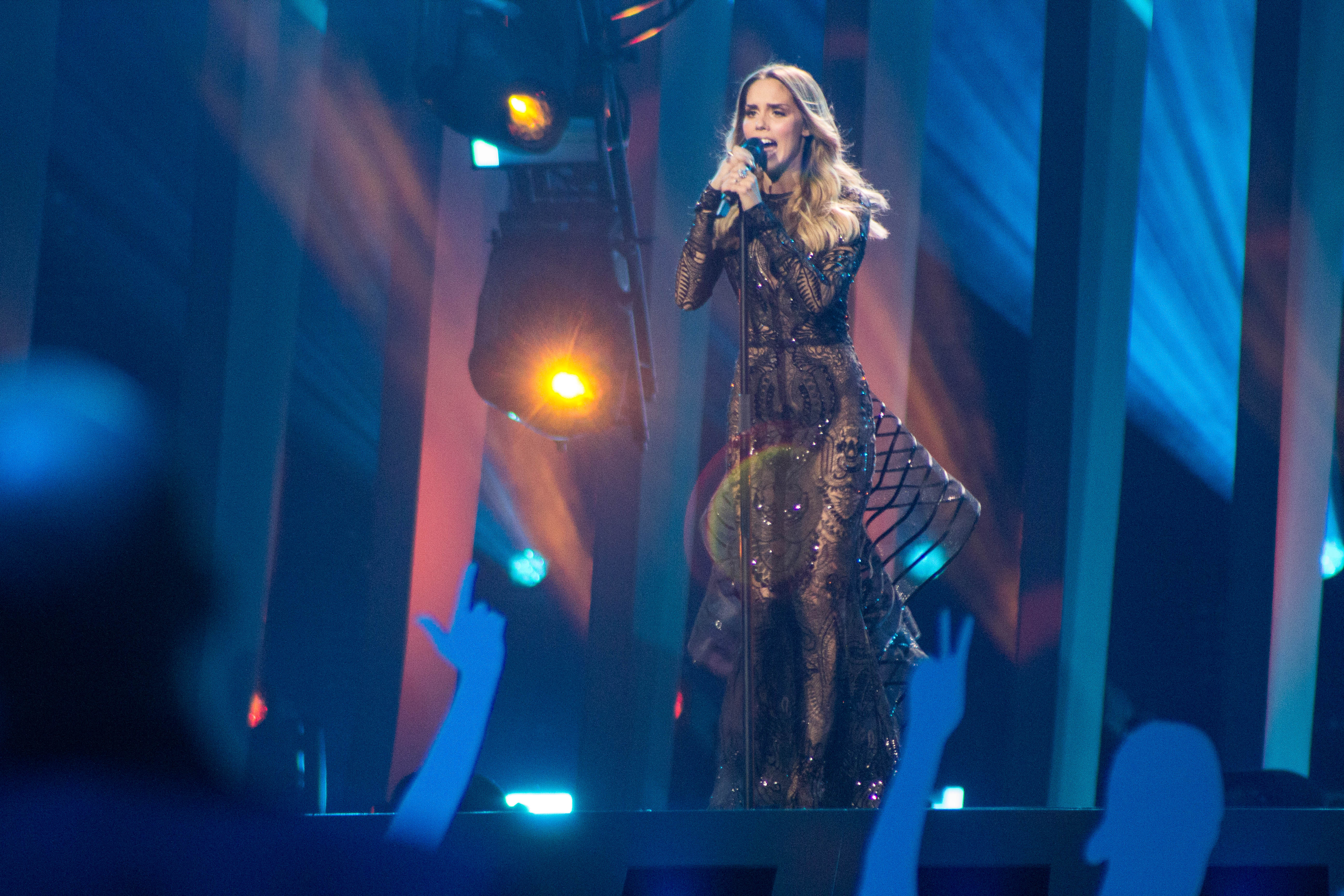
Franka 2018
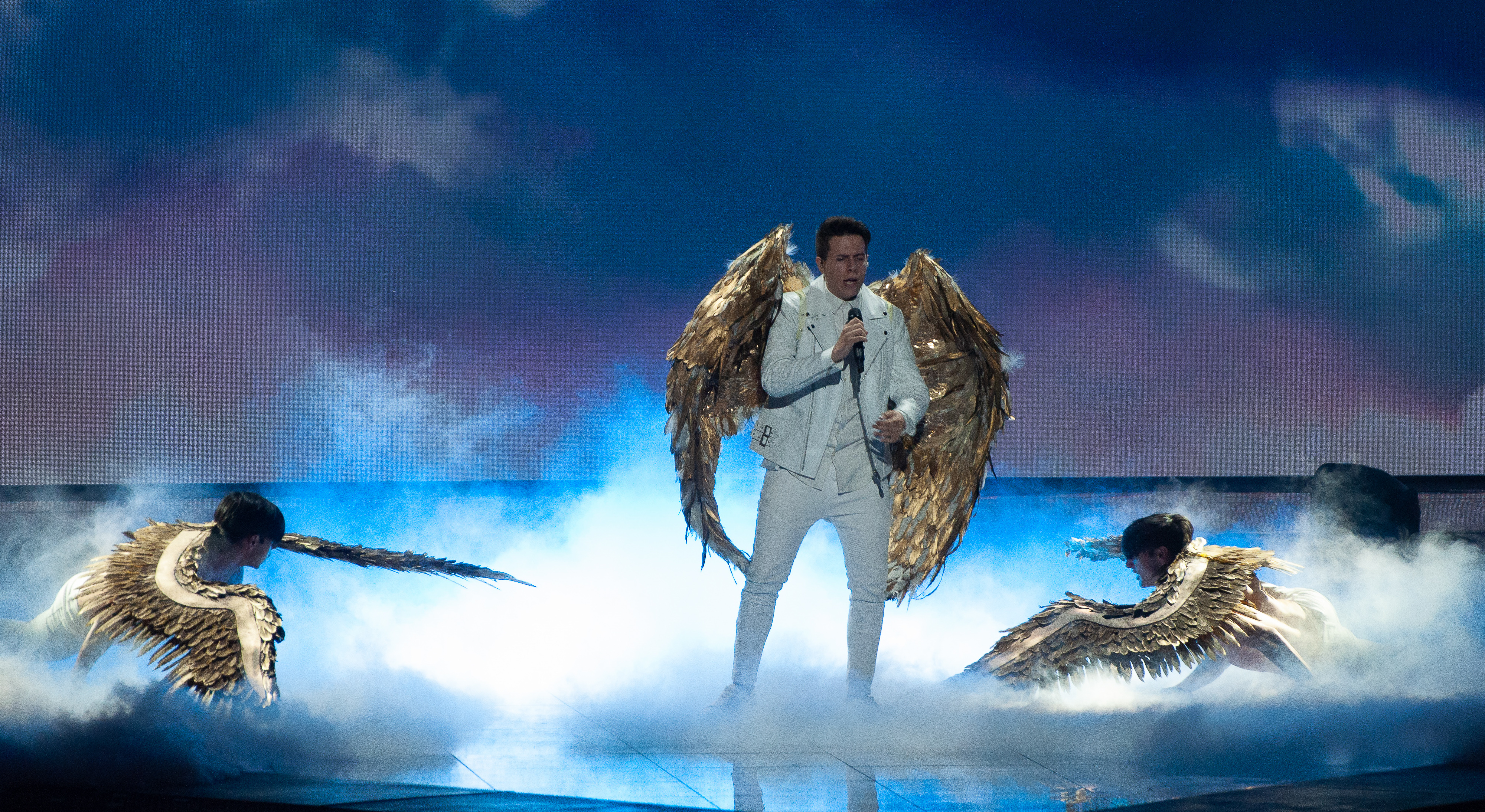
Roko 2019
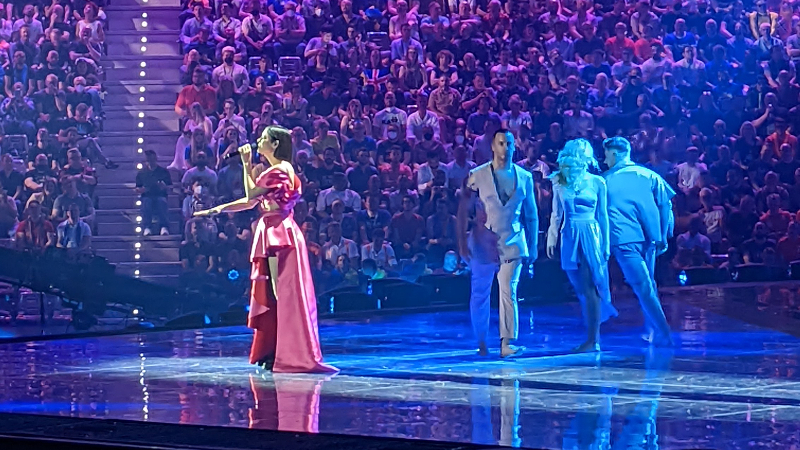
Mia Dimšić 2022
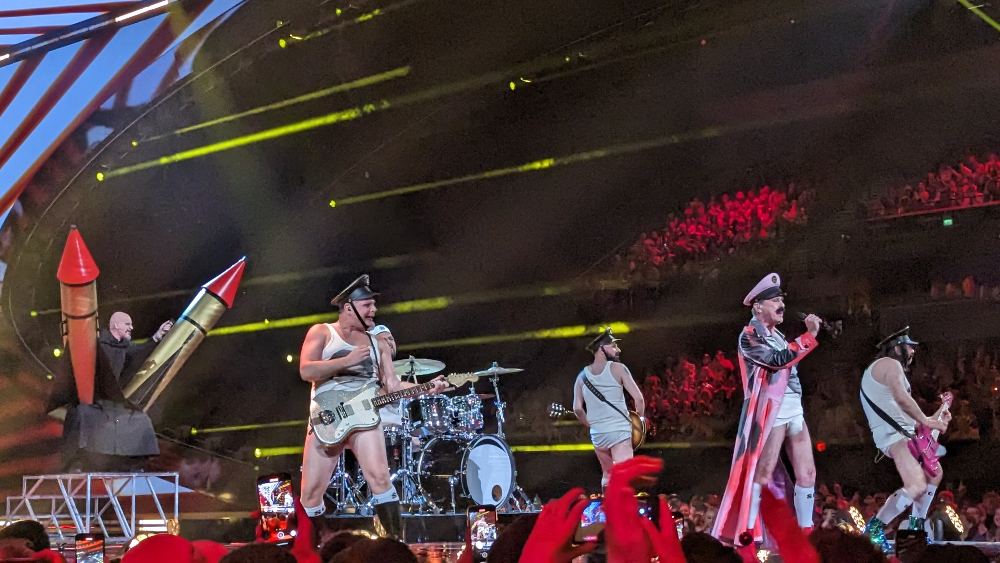
Let 3 2023
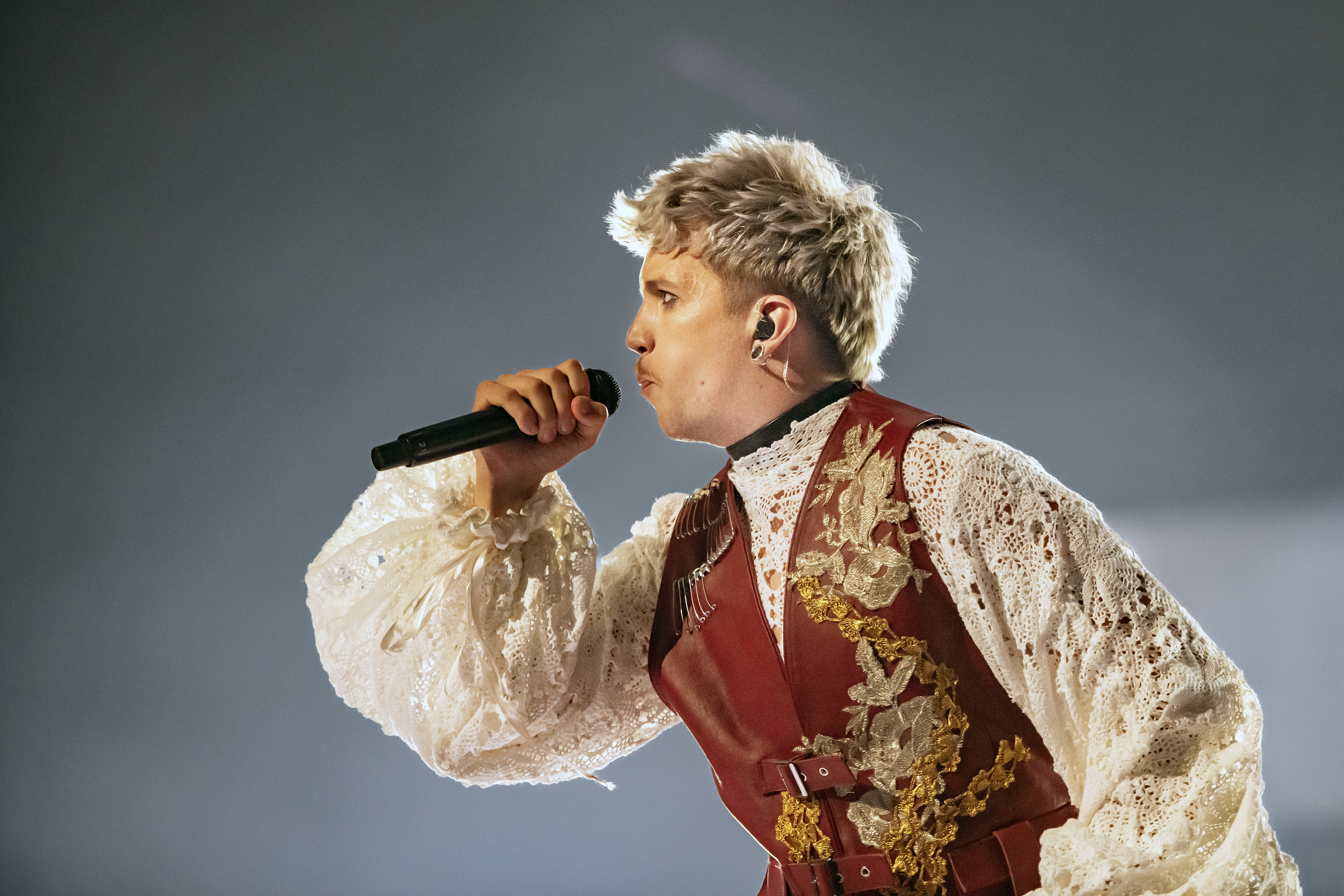
Baby Lasanga 2024
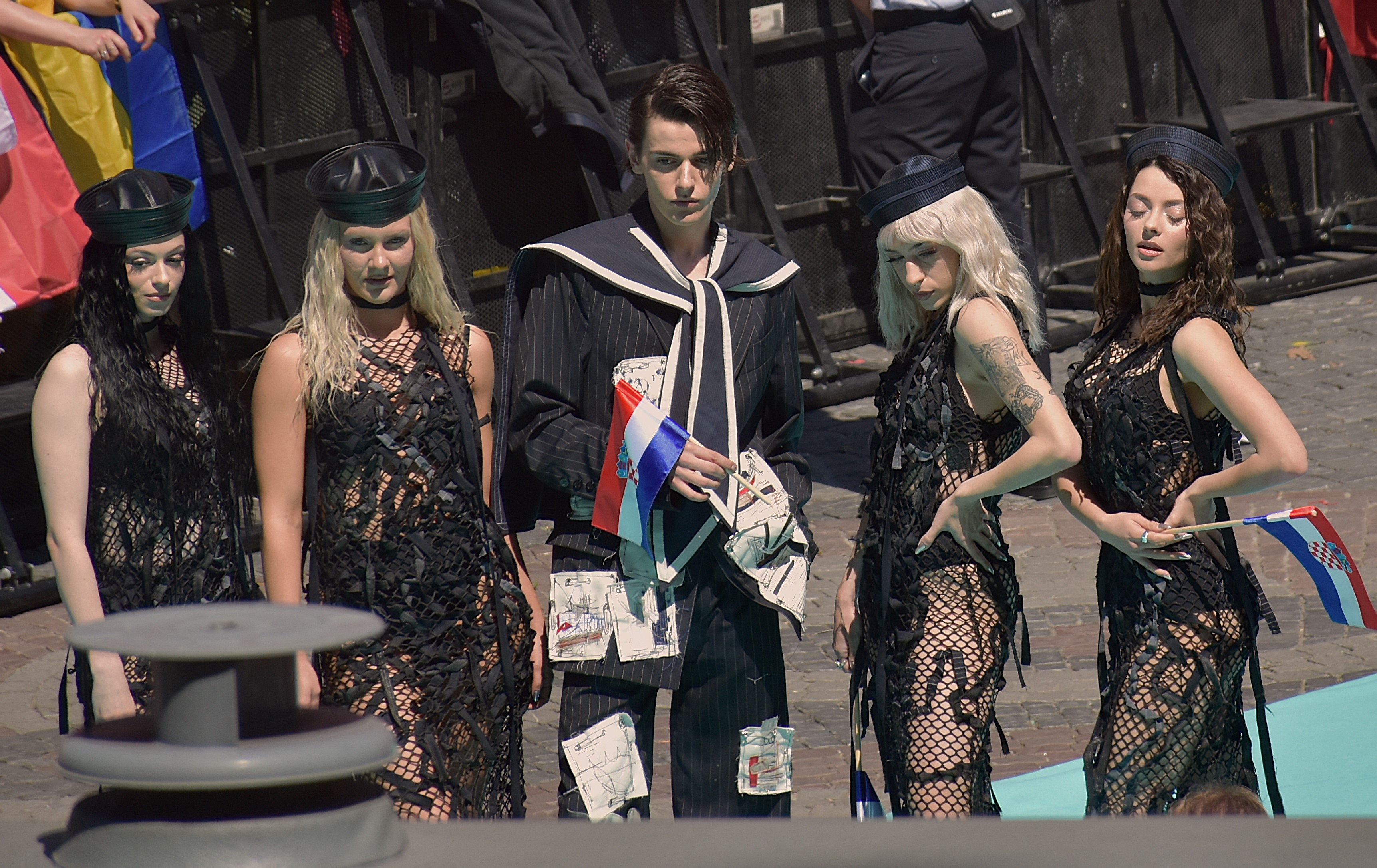
Marko Bošnjak 2025